# Ergasilus cochlearius
Ergasilus cochlearius is een eenoogkreeftjessoort uit de familie van de Ergasilidae. De wetenschappelijke naam van de soort is voor het eerst geldig gepubliceerd in 1991 door Kuang & Liu.